# لوح‌رایانه قدیمی

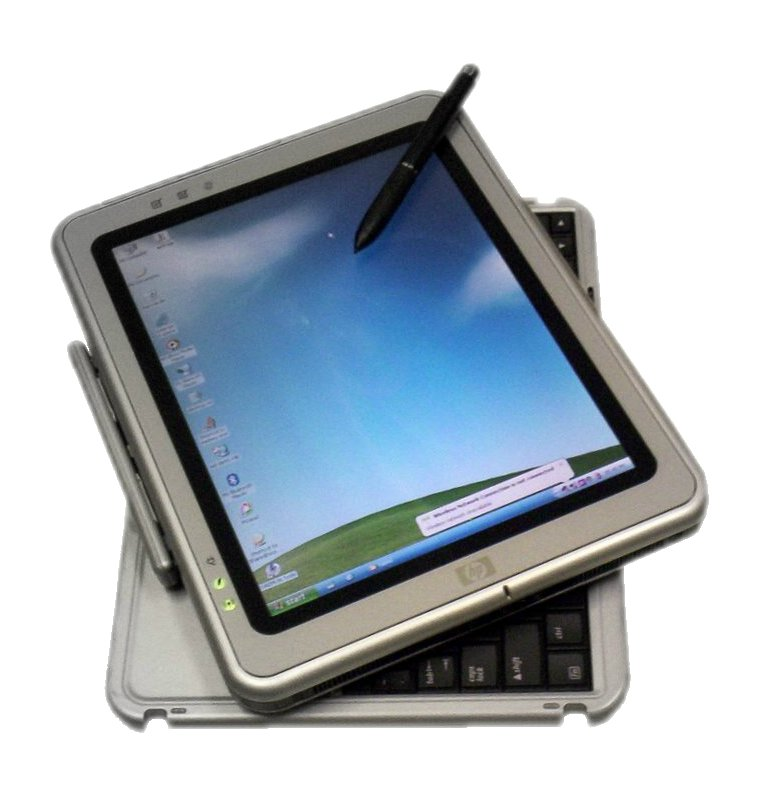
رایانهٔ شخصی اچ‌پی کامپک با صفحه‌کلید جداشونده

لوح رایانه یا تَبلِت (به انگلیسی: Tablet PC) یک رایانهٔ قابل حمل شبیه رایانسک (نوت‌بوک) یا یک دستگاه لوح مانند است که دارای یک نمایشگر لمسی یا قلمی است که به کاربر خود این امکان را می‌دهد تا به جای موشواره و صفحه کلید با دستگاه توسط انگشت دست یا قلم کار کند. البته امکان نصب ماوس و صفحه کلید با سیم یا بلوتوث وجود دارد. به عبارت دیگر تبلت رایانهٔ قابل حملی است که ورود اطلاعات به آن از طریق صفحه لمسی انجام می‌گیرد.
لوح رایانه‌ها دارای سیستم عامل مختلف مانند اندروید از شرکت گوگل، مائمو (سیستم استفاده شده در گوشی نوکیا ان۹۰۰) و میگو از نوکیا، آی او اس ساخت اپل، کروم ساخت گوگل، لینوکس، وب او اس از شرکت اچ پی و ویندوز می‌باشد البته شرکت ریم نیز تبلت‌هایی با سیستم عامل بلک بری روانهٔ بازار کرده‌است.

## انواع تبلت‌ها
تبلت‌ها از نظر شکل ظاهری و عملکرد هم انواع گوناگونی دارند. از گلکسی تب گرفته که چیزی بیشتر از یک گوشی هوشمند غول پیکر نیست، آی پد که واقعاً از تمامی گوشی‌های هوشمند کنونی و حتی آینده هم بسیار بالاتر است! تا تبدیل شونده‌های ۶۴ بیتی فوجیتسو یا لنوو که با یک لپ‌تاپ دی تی ار یا یک دسکتاب دو هسته‌ای از هر لحاظ (گرافیک، سرعت پردازش، رم، گنجایش، لوازم جانبی) توان رقابت دارند.
اندازه تبلت‌ها از یک نمونه جیبی که در کف دست جا می‌شود تا تخته‌های ۱۴ اینچ هم می‌رسد.
تبلت در چهار نوع متفاوت طراحی و ساخته می‌شود. اسلیت‌ها یا تخته‌ها اولین نوع و شناخته شده‌ترین نوع تبلت است که تمام رایانه فقط یک قطعه‌است و دیگر خبری از صفحه کلید فیزیکی نیست که در این شرایط از صفحه کلید مجازی لمسی استفاده می‌شود البته به قیمت از دست دادن بخشی از فضای صفحه به‌طور موقت.
تبدیل شونده‌ها همانند لپ‌تاپ یک صفحه کلید فیزیکی دارند که تبلت دور آن ۱۸۰ درجه می‌چرخد و می‌توان تبلت را روی آن خواباند. اگر چه این نوع متداول‌تر است اما خطر آسیب رسیدن به دستگاه بر اثر چرخش نادرست در این نمونه بسیار بالاست.
دورگه‌ها هم صفحه کلید دارند اما با این تفاوت که چرخان نیست ولی قابل جدا شدن است.
کتابچه‌ها دارای دو صفحه نمایش هستند که یکی یا هر دوی آن لمسی یا چند لمسی است. این نمونه احتمالاً بزرگترین مدل و گران‌ترین تبلت موجود در بازار است.
رایانه فوق قابل حمل کوچکترین نمونه تبلت است که اندازه یک پی دی ای یا گوشی هوشمند بزرگ است و در جیب‌های بزرگ (البته نه خیلی بزرگ!)جا می‌شود. این مدل محصول همکاری مشترک مایکروسافت، اینتل و سامسونگ در طی برنامه اوریگامی می‌باشد.
قدرت تبلت‌ها متفاوت است. ای آر ام‌ها مانند: اندروید و آی او اس در حقیقت گوشی‌های هوشمند فوق پیشرفته در اندازه و شکل غیرمعمول هستند اما ۳۲ بیت‌ها و ۶۴ بیت‌ها یک رایانه همه‌کاره امروزی هستند.

## آینده تبلت
دو نظریه در مورد آینده تبلت‌ها وجود دارد. عده‌ای از کارشناسان بر این باورند که تبلت‌ها به علت وزن کم و ابعاد کوچکشان می‌توانند، جایگزین لپ‌تاپ‌ها گردند و عده‌ای دیگر معتقدند تبلت کالایی است که هیچ‌گاه نمی‌تواند کارایی کامل یک رایانه را داشته باشد و تنها برخی قابلیت‌های آن را خواهد داشت.